# Tschingelfirn
Tschingelfirn – lodowiec o długości 3 km (2005 r.) i powierzchni 6,19 km² (1973 r.).
Lodowiec położony jest w Alpach Berneńskich w kantonie Berno w Szwajcarii.